# Maurikios

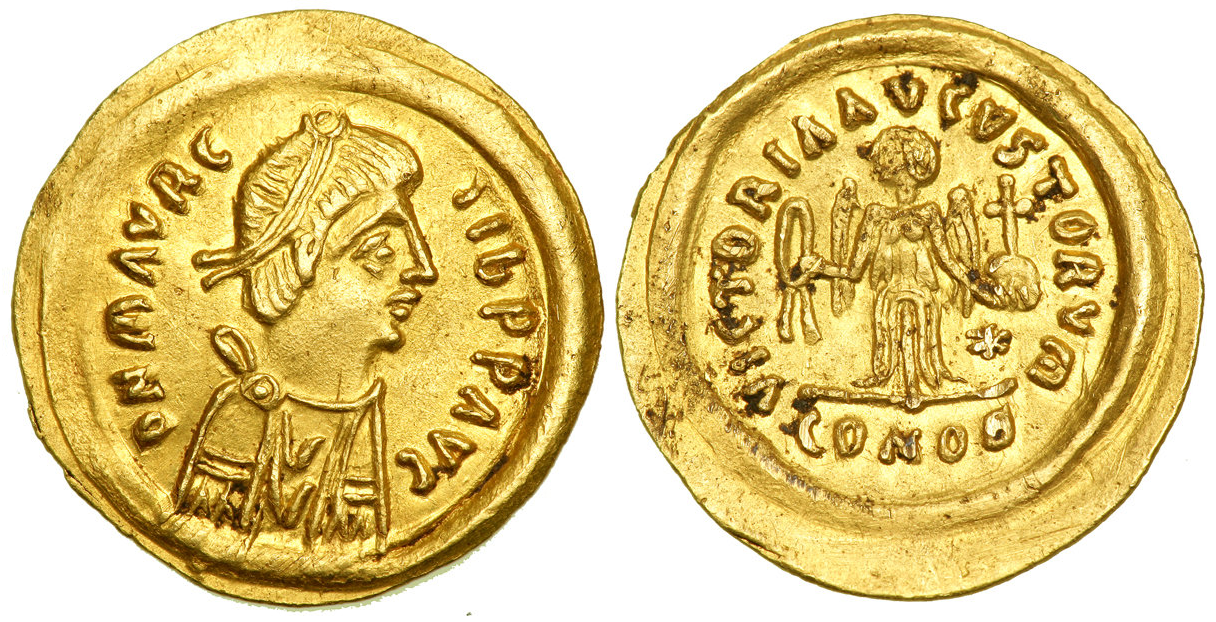
Tremissis des Maurikios mit der lateinischen Aufschrift D N MAURC TIB P P AVG und VICTORIA AVGVSTORVM.

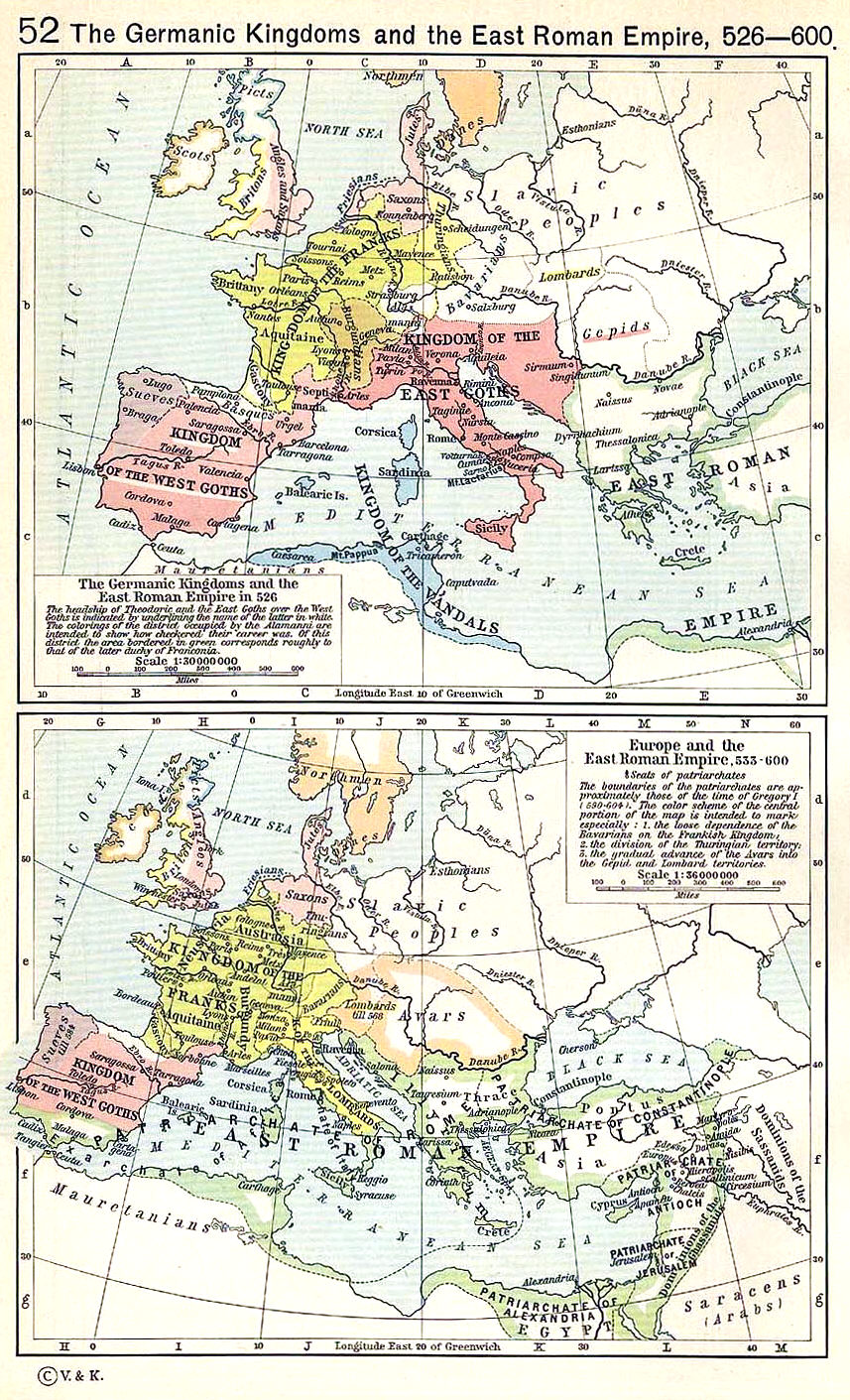
Das oströmische Reich von ca. 526–600

Maurikios (lateinisch Flavius Mauricius Tiberius, mittelgriechisch Φλάβιος Μαυρίκιος Τιβέριος; * 539 in Arabissos; † 27. November 602 in Chalkedon) war vom 13. August 582 bis 27. November 602 Kaiser des Oströmischen Reiches und einer der wichtigsten spätantiken bzw. frühbyzantinischen Herrscher. Seine Regierungszeit war vor allem von Abwehrkämpfen an den Grenzen geprägt.

## Leben

### Perserkrieg und Thronbesteigung
Flavius Mauricius Tiberius stammte aus Arabissos in Kappadokien und war ein erfolgreicher Feldherr, bevor er 582 den Thron bestieg. Wichtigste Quelle zu seiner Regierungszeit ist der griechische Historiker Theophylaktos Simokates, dessen Historien als letztes antikes Geschichtswerk gelten.
In dem bereits unter Justin II. 572 erneut ausgebrochenen Krieg mit dem persischen Sassanidenreich (→ Römisch-Persische Kriege) war Maurikios zunächst Teilnehmer von Waffenstillstandsdelegationen. Ende 577 wurde er als Nachfolger des Generals Justinian zum magister militum per Orientem ernannt und brachte den Persern 581 eine empfindliche Niederlage bei. Ein Jahr später heiratete er, nunmehr Kommandeur (comes) der kaiserlichen Leibgarde (excubitores), Constantina, die Tochter des Kaisers Tiberius Constantinus, wurde von ihm zum Caesar ernannt und folgte ihm am 13. August 582 als alleiniger Augustus auf dem Thron. Germanus, der kurz zuvor gemeinsam mit Maurikios zum Caesar erhoben worden war, scheint auf das Kaisertum verzichtet zu haben, obwohl er laut Johannes von Nikiu eigentlich der Favorit war. Maurikios übernahm einen offenbar fast bankrotten Staat, der Tributzahlungen an die Awaren leisten musste, dessen Balkanprovinzen von den Slawen jährlich verwüstet wurden und der sich seit Jahren im Kriegszustand mit Persien befand.

Die römisch-persische Grenze in der Spätantike.

Den Krieg mit den Persern musste Maurikios auch als Kaiser zunächst fortführen. 586 errangen seine Truppen bei Solachon nahe Dara erneut einen Sieg über die Perser, der aber folgenlos blieb. Trotz einer ernstzunehmenden Meuterei im Jahr 588 hielt das kaiserliche Heer den Persern weitere zwei Jahre stand, bevor Chosrau II. 590 seinen Vater, den sassanidischen Großkönig Hormizd IV., stürzte und tötete und kurz darauf selbst vor dem rebellischen Feldherrn Bahram Tschobin an den Hof des Kaisers flüchtete. Obwohl der Senat ihm davon abriet und Chosraus Gegenspieler – nunmehr als Bahram (VI.) – zu sehr weitreichenden Zugeständnissen bereit war, unterstützte Maurikios schließlich Chosrau II. bei der Rückkehr auf den Thron. Zu diesem Zweck entsandte er Chosrau und dessen Getreue zusammen mit einem eigenen Heer unter dem erfahrenen magister militum Narses – nicht zu verwechseln mit Justinians gleichnamigem Feldherrn – nach Persien. Maurikios konnte den Krieg schließlich mit der Rückführung Chosraus und dem Sieg über den Usurpator Bahram Tschobin 591 zu einem für die Römer erfolgreichen Ende bringen. Wie vorher vereinbart, trat Chosrau, der vermutlich von Maurikios adoptiert worden war, zum Dank für die römische Hilfeleistung den Norden Mesopotamiens inklusive der vorher vielumkämpften Stadt Nisibis, Persarmenien bis zu einer Grenze unmittelbar westlich der Hauptstadt Dvin im Norden und bis zum Van-See im Süden sowie Iberien (Ostgeorgien) bis hin zur Hauptstadt Tiflis an Ostrom ab. In der Folgezeit zwang Maurikios den christlichen Armeniern eine Kirchenunion mit Konstantinopel auf. Zudem gaben die Sassaniden offenbar die Forderung nach regelmäßigen römischen Tributen auf, die die Beziehungen zuvor über Jahrzehnte belastet hatte.

### Krieg auf dem Balkan
Nach dem Erfolg an der Ostgrenze wandte sich Maurikios dem Balkan zu und transferierte zu diesem Zweck auch Kontingente des armenischen Adels nach Südosteuropa. Die Slawen, die seit Jahrzehnten immer wieder Plünderungszüge in den römischen Balkanprovinzen unternommen hatten, gingen möglicherweise seit den frühen 580er Jahren zur dauerhaften Ansiedlung über. 582 ging das strategisch bedeutende Sirmium an die Awaren verloren, die von dort aus ab 583 mehrere schlecht verteidigte Festungen an der Donau eroberten. 584 bedrohten die Slawen die Hauptstadt, 586 awarische Angreifer Thessaloniki und im gleichen Jahr stießen slawische Gruppen sogar bis zur Peloponnes vor. Dabei konnte jedoch der oströmische General Comentiolus den Slawen in Thrakien eine Niederlage zufügen.
Die meist erfolgreich geführten Balkanfeldzüge des Maurikios gegen die Awaren und Slawen ab 591 ließen an eine Wende glauben und machten für die nächsten zwei Jahrzehnte den Raubzügen ein Ende. 592 übernahm Maurikios – als erster Kaiser seit Theodosius I. bzw. Majorian – persönlich das Kommando über die römischen Truppen, kehrte aber schon nach einigen Wochen nach Konstantinopel zurück. Kurz darauf eroberten seine Truppen Singidunum von den Awaren zurück. Sein Feldherr Priscus fügte den Slawen, Awaren und Gepiden dann 593 in Thrakien und Moesia mehrere Niederlagen zu, bevor er ihnen über die Donau in die heutige Walachei nachsetzte, um dort seine Serie von Siegen fortzusetzen. 594 löste Maurikios Priscus jedoch ab und ersetzte ihn durch seinen noch unerfahrenen Bruder Petros, dem aber ebenfalls ein Sieg in der Walachei gelang.
595 gelangen Priscus, der als Oberbefehlshaber eines weiteren Heeres eingesetzt war, mehrere Abwehrerfolge gegen die Awaren, die erst 597 wieder angriffen und diesmal einen Überraschungserfolg erzielen konnten. 598 wurde ein Vertrag mit dem Awarenkhagan geschlossen, der von den Römern zwecks Vergeltungsaktionen jedoch gebrochen wurde. Bei diesem Gegenschlag stießen römische Truppen 599 in das awarische Kernland, 601 sogar bis zur Theiß vor. 602 konnte eine große Gruppe Slawen in der heutigen Walachei entscheidend geschlagen werden. Die Oströmer konnten nun die Donaulinie wieder weitgehend halten, und der nördliche Balkan schien erstmals seit zwei Jahrhunderten wieder fest unter kaiserlicher Kontrolle zu stehen. In diesen Zeitraum fielen die Pläne des Maurikios, weitere Armenier als Wehrbauern auf dem Balkan anzusiedeln, um die von den Awaren und Slawen entvölkerten Landstriche wieder zu bevölkern.

### Übrige Kriegsschauplätze und Außenpolitik
Im Westen ließ Maurikios das Exarchat von Karthago und das Exarchat von Ravenna einrichten. Erstmals werden Exarchen 590 bzw. 584 erwähnt. Dabei erhielten die Exarchen vor Ort umfassende militärische und zivile Befugnisse zugeteilt, was insofern bemerkenswert ist, als in der Spätantike diese Kompetenzbereiche in der Regel meist strikt getrennt wurden (bereits Justinian I. war aber vereinzelt aus praktischen Gründen von diesem Prinzip abgewichen). Die neu eingesetzten Exarchen von Ravenna und Karthago nahmen Maurikios die Sorge um die Lage in den von Justinian eroberten Gebieten weitestgehend ab, da sie überwiegend eigenverantwortlich handelten. So besiegte der nachmalige erste Exarch von Karthago, Gennadios, bereits 578/79 die Mauren und verschaffte der Provinz Africa jahrzehntelangen Frieden. Der Exarch von Ravenna, Romanus, führte energische Feldzüge in der Poebene und dehnte den kaiserlichen Machtbereich in den Apenninen aus.

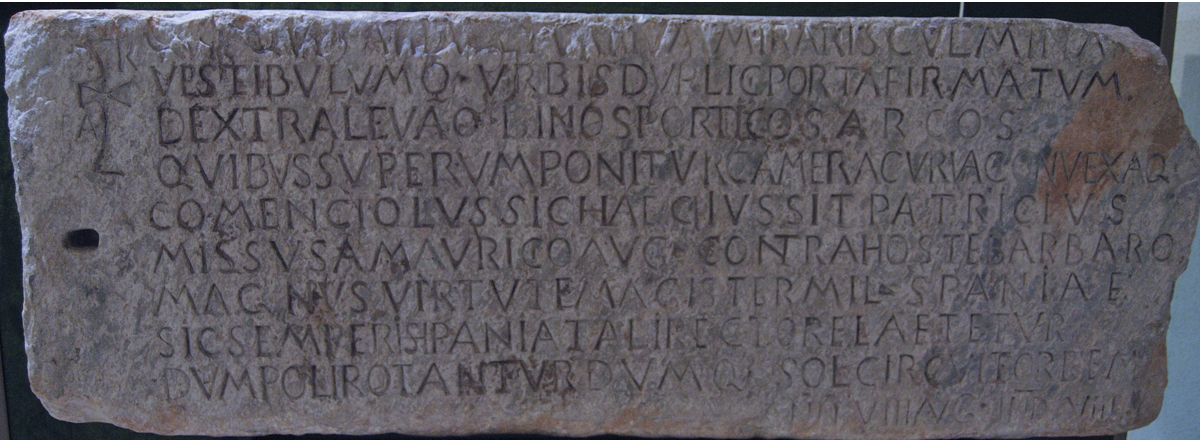
Maurikios setzte den Feldherrn Komentiolos als magister militum Spaniae ein. Steininschrift (ILS 835) von 589 aus Cartagena.

Auch sonst versuchte Maurikios, die kaiserliche Autorität im Westen zu wahren und seinen Einfluss dort zu mehren. 582 griff er in Gallien ein und unterstützte den Thronprätendenten Gundowald, der allerdings scheiterte. Die Beziehungen zwischen Maurikios und den merowingischen Franken führten (als Gegenleistung für kaiserliche Subsidien) 584 und 585 zu fränkischen Einfällen in das Langobardenreich. Wegen der letztlich zu geringen Unterstützung durch Maurikios, der zunächst im Osten und später auf dem Balkan jeden Soldaten brauchte, und wegen der dezentralen Organisation des Langobardenreiches (die in dieser Hinsicht gewisse Parallelen zu den Exarchaten aufwies) blieben größere Erfolge aus.
Weitgehend tatenlos sah Maurikios lediglich dem Vordringen der Westgoten in Südspanien zu, wohl vor allem aufgrund der zu geringen Bedeutung und Abgelegenheit der Provinz Spania. Allerdings berichtet eine auf das Jahr 589 datierte Inschrift (ILS 835) aus Carthago Nova (Cartagena) davon, dass der patricius Comentiolus vom Kaiser als magister militum Spaniae entsandt worden sei, um gegen die „barbarischen Feinde“ zu kämpfen. Näheres ist zu diesem Feldzug aber nicht bekannt.
In der Regierungszeit des Maurikios kam es wieder zu Kontakten mit den Kök-Türken, die zuvor über mehrere Jahre bestanden hatten (siehe Sizabulos und Turxanthos). Der Türkenherrscher Tardu, der politisch in Bedrängnis geraten war, wollte wohl durch ein Bündnis mit Ostrom seine Stellung stärken, doch kam es nicht dazu.

### Innenpolitische Maßnahmen
Dass Maurikios offenbar weiterhin an den römischen Herrschaftsrechten im Bereich des gesamten alten Imperium Romanum festhalten wollte, zeigt sich wohl auch in der um 597 von ihm festgelegten Regelung seiner Nachfolge: Das Reich sollte – einschließlich der großteils unter germanischer Herrschaft stehenden weströmischen Gebiete, die der Kaiser damit weiterhin für sich beanspruchte – von seinen Söhnen gemeinsam regiert werden: Der älteste Sohn Theodosius war als Augustus des Ostens, der zweite Sohn Tiberios als der des Westens (mit Rom statt Ravenna als Residenz) vorgesehen. Da dabei aber die Reichseinheit gewahrt bleiben sollte, erinnert die Konzeption an die Reichsteilung von 395. Eventuell sollten auch die übrigen Söhne des Maurikios als Mitkaiser fungieren; trifft dies zu, so wäre dies gleichsam ein Rückgriff auf die diokletianische Tetrarchie gewesen. Der gewaltsame Tod des Kaisers und seiner Söhne setzte diesen ambitionierten Plänen aber ein Ende.

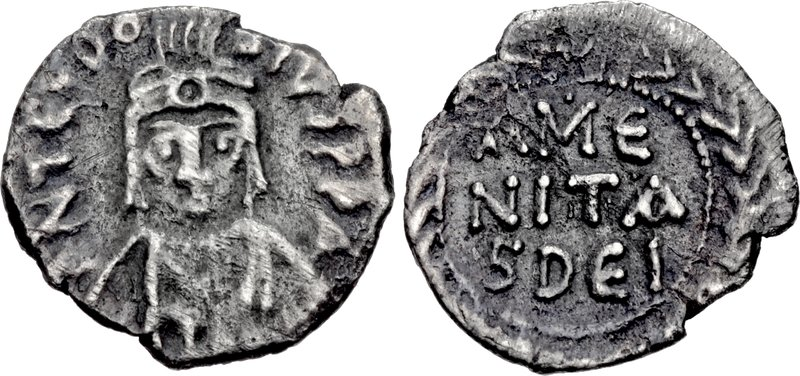
Halbsiliqua des Mitkaisers Theodosius

In der Religionspolitik verhielt sich Maurikios gegenüber den „Monophysiten“, obwohl selbst Anhänger des Chalkedonense, recht tolerant.
Insgesamt scheinen die Maßnahmen des Kaisers zur Konsolidierung des Reiches auch dank der Ruhe im Orient langsam Erfolge gezeitigt zu haben. Die Awaren- und Slawenstürme auf der Balkanhalbinsel kamen zum Erliegen, die Exarchate behaupteten sich selbstständig. An der südspanischen Küste konnten sich römische Festungen halten. Seine anfängliche Popularität soll im Laufe seiner Herrschaft immer weiter gesunken sein, vor allem aufgrund seiner Haushaltsführung. Bereits 588 hatte seine Verfügung, sämtliche Militärzuteilungen um ein Viertel zu kürzen, an der persischen Front zu gefährlichen Revolten geführt; auch in Ägypten kam es zu einem bedrohlichen Aufstand (siehe Abaskiron), der erhebliche Steuerausfälle nach sich zog. 599 soll er sich aus Spargründen geweigert haben, zwölftausend Gefangene freizukaufen, die daraufhin von den Awaren getötet wurden.

### Das Ende
Der kompromisslose Kurs des Kaisers machte ihn zunehmend unbeliebt; auch der Versuch, durch die erneute Übernahme des Konsulats Anfang 602 an Popularität bei der Stadtbevölkerung zu gewinnen, scheiterte: Als Maurikios wenig später einen Umzug durch Konstantinopel anführte, wurde er mit Unrat und Steinen beworfen, so dass er sich angeblich in ein Privathaus flüchten musste. Als er dann im Herbst 602 das Heer im Kriegsgebiet jenseits der Donau überwintern lassen wollte, kam es zu einer Meuterei der Truppen: Wohl in Verkennung der Lage hatte der Kaiser den erschöpften Soldaten wiederholt befohlen, eine neue Offensive zu eröffnen und die günstige militärische Lage auszunutzen, statt sich in die Winterquartiere zurückzuziehen. Als die Truppen nach einigem Hin und Her den Eindruck gewannen, Maurikios werde seiner Rolle als ihr Patron nicht mehr gerecht, empörten sie sich und hoben den Offizier Phokas auf den Schild (zunächst ohne diesen zum Gegenkaiser auszurufen). Im November 602 konnten die Aufständischen, die von der grünen Zirkuspartei unterstützt wurden, Konstantinopel einnehmen. Maurikios floh auf die andere Seite des Bosporus, wo er ergriffen wurde. Er und fünf seiner Söhne wurden am 27. November desselben Jahres auf grausame Weise getötet. Es wird berichtet, dass er gezwungen wurde zuzusehen, wie seine Söhne geköpft wurden, ehe er selbst an die Reihe kam. Phokas (602–610), der den Befehl zur Ermordung des Kaisers gegeben hatte, bestieg danach selbst den Thron. Den Sturz seines Schutzherrn Maurikios nutzte Chosrau II. als Vorwand, den Krieg gegen Ostrom wieder zu eröffnen.

### Familie
Maurikios stammte aus relativ einfachen Verhältnissen. Sein Vater hieß Paulus, und die Familie soll ursprünglich aus Rom gestammt haben. Maurikios hatte mindestens einen Bruder (den oben erwähnten Petros) und zwei Schwestern: Gordia (die den später sehr erfolgreichen General Philippikos geheiratet hat, der sich vor allem im Kampf gegen die Perser bewährte) und die verwitwete Theoktista. Zusammen mit seiner Frau hatte er neun Kinder: den am 4. August 583 geborenen Theodosius sowie Tiberios, Petrus, Paulus, Justin, Justinian, Anastasia, Theoktista und Kleopatra. Seine Frau und seine drei Töchter wurden nach seinem Sturz erst in das Kloster Nea Metanoia verbannt und 604/605 hingerichtet. Obwohl der präsumtive Thronfolger Theodosius wahrscheinlich 602 kurz nach seinen Brüdern getötet wurde, präsentierte Chosrau II. später einige Zeit lang einen jungen Mann, dem er als angeblichem Theodosius zur oströmischen Krone verhelfen wolle. Ob es sich hierbei um einen Hochstapler handelte, ist unter Historikern umstritten.

### Moderne Beurteilung
Maurikios, an dessen Hof (ebenso wie in Armee und Verwaltung) noch Latein gesprochen wurde, war insgesamt betrachtet ein fähiger Kaiser und General, auch wenn seine Schilderung bei Theophylakt vielleicht etwas zu positiv ausfällt. Er dachte dabei noch ganz in den Kategorien und Mustern des Imperium Romanum, wie insbesondere der Reichsteilungsplan von 597 belegt, auch wenn er den ehedem weströmischen Territorien aufgrund der militärischen Krisen seiner Zeit nur wenig Aufmerksamkeit schenken konnte. Sein militärisches und außenpolitisches Geschick wird durch die Feldzüge gegen Perser und Awaren/Slawen ebenso belegt wie durch den von ihm ausgehandelten Frieden mit Chosrau II. Seine sehr pragmatischen Verwaltungsreformen zeugen ebenfalls von Weitblick, zumal sie seinen Tod weit überdauerten und eine Grundlage für die spätere Themenverwaltung waren. In Teilen wirkt seine den Armeniern aufgezwungene Kirchenunion bis heute nach; die Bevölkerung Georgiens war mitbetroffen und sagte sich im Gegensatz zu den Armeniern von der Kirchenunion nicht los, weshalb sie der orthodoxen Glaubensrichtung angehört.
Maurikios machte sich auch um die Wissenschaften und die Künste verdient, so schrieb Menander Protektor in seiner Regierungszeit. Möglicherweise ist Maurikios auch der Verfasser des berühmten spätantiken Militärhandbuches Strategikon (Taktika), unterteilt in zwölf Bücher, doch ist das umstritten. Seine größte Schwäche war wohl sein mangelndes Gespür für die Durchsetzbarkeit politischer Entscheidungen, die ihn letztendlich Thron und Leben gekostet und den Großteil seiner Errungenschaften zunichtegemacht hat. Dies trifft insbesondere auf seine Bestrebungen zu, das Heer auf Kosten der Fürsorge für die Soldaten effizienter zu machen. Diese Überforderung der Truppen führte schließlich zu seinem Sturz.
Maurikios ist trotz seiner unbestreitbaren Leistungen heute nur noch Experten ein Begriff. Sein Sturz ist insofern ein Wendepunkt in der Geschichte des Oströmischen Reiches, als der nach seinem Tod wiederaufgeflammte Krieg mit Persien beide Reiche so geschwächt hat, dass die Slawen sich endgültig auf der Balkanhalbinsel ansiedeln konnten und die Araber bei ihrer Expansion schließlich ein leichtes Spiel hatten.
Der bedeutende englische Althistoriker A. H. M. Jones ließ mit dem Tod des Maurikios nicht ohne Grund die (Spät-)Antike enden, denn während der Krisen, die Ostrom in den folgenden 40 Jahren erschüttern sollten, veränderte sich der Charakter von Staat und Gesellschaft grundlegend: Das Mittelalter begann.